# Arnaud de Villemur
Arnaud de Villemur (Villemur-sur-Tarn, XIII secolo – Avignone, 28 ottobre 1355) è stato un cardinale e vescovo cattolico francese.

## Biografia
Nacque a Villemur-sur-Tarn nel XII secolo.
Papa Clemente VI lo elevò al rango di cardinale nel concistoro del 17 dicembre 1350.
Morì il 28 ottobre 1355.